# Слободка (Режское сельское поселение)
Слободка — деревня в Сямженском районе Вологодской области.
Входит в состав Режского сельского поселения, с точки зрения административно-территориального деления — в Режский сельсовет.
Расстояние по автодороге до районного центра Сямжи — 34,4 км, до центра муниципального образования Копылова — 8,6 км. Ближайшие населённые пункты — Вороново, Погорелец, Рассохино.
По переписи 2002 года население — 11 человек.